# Vetlouga (rivière)
Pour les articles homonymes, voir Vetlouga.
La Vetlouga (en russe : Ветлу́га ; en mari : Вӱтла, Vütla) est une rivière de Russie et un affluent gauche de la Volga.

## Géographie
Elle arrose les oblasts de Kirov et de Kostroma, la République des Maris et l'oblast de Nijni Novgorod. La Vetlouga se jette près de la ville de Kozmodemiansk.
La Vetlouga est longue de 889 km et draine un bassin versant de 39 400 km2. Son débit est de 255 m3/s.
La rivière est navigable.

## Paléontologie
Wetlugasaurus est nommé en latin selon le nom de cette rivière.